# Lissopogonus
Lissopogonus is een geslacht van kevers uit de familie van de loopkevers (Carabidae). De wetenschappelijke naam van het geslacht is voor het eerst geldig gepubliceerd in 1923 door Andrewes.

## Soorten
Het geslacht Lissopogonus omvat de volgende soorten:
- Lissopogonus borneensis Baehr, 2001
- Lissopogonus glabellus Andrewes, 1923
- Lissopogonus nanlingensis Deuve & Tian, 2001
- Lissopogonus poecilus Andrewes, 1933
- Lissopogonus suensoni Kirschenhofer, 1991
- Lissopogonus tonkinensis Zamotajlov & Sciaky, 1996